# Îles Wessel
Les îles Wessel sont un groupe d'îles du nord du Territoire du Nord en Australie.